# بپو شینسوکه
بپّو شینسوکه (ژاپنی: 別府 晋介؛ ۱۸۴۷ – ۲۴ سپتامبر ۱۸۷۷) یک سامورایی در اواخر دوره ادو اهل استان کاگوشیما در ژاپن بود.

## جنگ سینان
ؤؤبا سقوط یاماگا و تاهارا و مرگ بسیاری از دانش‌آموزان مدارس خصوصی، بپو در ماه مارس به کاگوشیما بازگشت و در ماه آوریل، ۱۵۰۰ سرباز تازه استخدام شده را به سمت شمال رهبری کرد. در ۳ آوریل، او به همراه هنمی جوروتا، از هیتویوشی به سمت پایین رودخانه کوما رفت تا به یاتسوشیرو حمله کند و تلاش کرد تا نیروهای دولتی را از شمال و جنوب محاصره کند، اما در نبرد هاگیوارا بانک شکست خورد، از ناحیه پا به شدت مجروح شد و به هیتویوشی عقب‌نشینی کرد. بعداً، او دوباره به کاگوشیما بازگشت و در حالی که در چشمه‌های آب گرم در حال بهبودی بود، ستاد خود را در یوکوکاوا مستقر کرد و سپاه شینبو و سپاه رژه رونده را رهبری کرد و در ساتسوما، اوسومی و هیوگا جنگید، اما موفق نشد. در ۱۷ اوت، او سایگو را دنبال کرد، کاوای-داکه را محاصره کرد، از کوه‌های جنوبی کیوشو گذشت و به کاگوشیما بازگشت. در این مدت، آسیب دیدگی پایش بهبود نیافته بود، بنابراین با یک پالانکین کوهستانی سفر کرد. در ۲۴ سپتامبر (روز سقوط شیرویاما)، بیش از ۴۰ مرد در مقابل غار سایگو صف‌آرایی کردند و به سمت ایواساکیگوچی پیشروی کردند. در راه، سایگو بر اثر اصابت گلوله زخمی شد، بنابراین شینسوکه از پالانکین پیاده شد و سایگو را که در حال رکوع به دعا بود، در حالی که فریاد می‌زد «(لطفاً مرا ببخش)» سر برید. سپس او در میان رگبار گلوله‌ها خودکشی کرد. او در سن ۳۱ سالگی درگذشت.